# Asaba (Nigeria)
Pour les articles homonymes, voir Asaba.
Asaba (en igbo Àhàbà) est la capitale de l'État du Delta au Nigeria, et abrite une population estimée à 471 897 hab (en 2012).

## Étymologie
Ahaba en Igbo vient de 'Ahabagom', qui signifie J'ai bien choisi, ce qui renvoie au père fondateur (Nnebisi) d'Asaba.

## Géographie
La ville d'Asaba se situe sur une colline sur la rive occidentale du Niger. C'est une position stratégique dans cet État du Delta riche en pétrole : c'est un point de liaison entre Nord, Est et Ouest grâce au pont (en) d'Onitsha qui permet à l'A232 (en) de traverser le Niger, reliant Asaba et Agbor à l'Ouest.
Asaba se trouve à près de 161 km au nord de l'embouchure du Niger dans l'Océan atlantique.
L'agglomération d'Asaba couvre une surface de près de 300 km2.
La température moyenne y est de 32 °C pendant la saison sèche, et la moyenne des précipitations est de 2 692 mm pendant la saison des pluies.

## Population
Les habitants d'Asaba sont majoritairement des Igbos ; s'y trouvent aussi des Itsekiri, des Urhobos, des Isokos, des Ijaw, des Haoussas, et des Yoruba.

## Histoire
Asaba était la capitale coloniale du Protectorat du Nigeria du Sud, fondée en 1884. Elle abritait la Royal Niger Company, que les autorités britanniques avaient instituée pour stimuler le commerce et les exportations vers l'Angleterre. Cette compagnie est devenue ma UAC Nigeria PLC. Son chef traditionnel est le Asagba Joseph Chike Edozien (en).

## Transports
La ville est desservie par l'aéroport international d'Asaba.

## Sport
Asaba accueille les championnats d'Afrique d'athlétisme en 2018, qui tournent au chaos.

## Personnes notables
- Maryam Babangida (en), épouse du général Ibrahim Babangida, chef d'État du Nigeria de 1985 à 1993, est originaire d'Asaba[4] ;
- SHiiKANE, groupe de musique composé de HRH Shay Ifeanyichukwu, Princess Annamay Uchechukwu et Baby-Kay Nkemdilim, originaires d’Asaba.
- Martha Osamor, baronne d'Asaba depuis 2018[5].